# Strömstad (comune)
Strömstad è un comune svedese di 11 802 abitanti, situato nella contea di Västra Götaland. Il suo capoluogo è la cittadina omonima. Confina con la Norvegia, da cui è separata dall'insenatura dello Svinesund, attraversata dall'omonimo ponte.

## Località
Nel territorio comunale sono comprese le seguenti aree urbane (tätort):
- Kebal
- Skee
- Strömstad

## Amministrazione

### Gemellaggi
- Nissi
- Konnevesi
- Randaberg
- Ledbury